# Stazione di Tonoshō
La stazione di Tonoshō (富野荘駅?, Tonoshō-eki) è una stazione ferroviaria della città di Jōyō, nella prefettura di Kyoto, in Giappone, servente la linea Kintetsu Kyōto delle Ferrovie Kintetsu, che congiunge Kyoto con Nara. Dista 17,4 km dal capolinea di Kyoto Centrale.

## Linee
Ferrovie Kintetsu
● Linea Kintetsu Kyōto

## Aspetto
La stazione è costituita da 2 binari passanti in superficie con due marciapiedi laterali collegati fra di loro da un sottopassaggio, che contiene inoltre il mezzanino e i tornelli automatici di ingresso.
| 1 | ■ Linea Kintetsu Kyōto | per Shin-Tanabe, Yamato-Saidaiji, Nara, Tenri, Yamato-Yagi, Kashiharajingū-mae e Yoshino |
| 2 | ■ Linea Kintetsu Kyōto | per Ōkubo, Tambabashi, Takeda, Kyoto e Kokusaikaikan                                     |

## Stazioni adiacenti
| «                    | Servizio             | »                    |
| Linea Kintetsu Kyoto | Linea Kintetsu Kyoto | Linea Kintetsu Kyoto |
| -------------------- | -------------------- | -------------------- |
| Terada               | Locale               | Shin-Tanabe          |
| Terada               | Semiespresso         | Shin-Tanabe          |
| Transito             | Espresso             | Transito             |